# ニコラス・マクロゾナリス
ニコラス・マクロゾナリス（Nicolas Macrozonaris、1980年8月22日 ‐ ）は、カナダ・ラヴァル出身の元陸上競技選手。ギリシャ生まれの父とフランス系カナダ人の母を持つ白人スプリンター。100mの自己ベストは10秒03。

## 経歴
2002年6月22日のカナダ選手権男子100m準決勝で9秒96（+4.3）をマークすると、決勝でも9秒91（+3.7）と、追い風参考記録ながら2回の9秒台をマークして初優勝を成し遂げた。
2003年5月3日にメキシコシティで開催されたメキシコグランプリ男子100mで10秒03（0.0）の自己ベストをマークし、世界記録保持者（当時。後にドーピング処分で記録は抹消された）のティム・モンゴメリやコビー・ミラーを破って優勝した。また、高地記録ながら、ドノバン・ベイリー、ブルニー・スリン（ともに9秒84）に次いでカナダ歴代3位（当時）に名を連ねた。
2003年8月のパリ・サン＝ドニ世界選手権男子100mに出場すると、1次予選を10秒23（-0.2）、2次予選を10秒16（+0.7）で突破し、屋外の世界大会（個人種目）では初のセミファイナリストとなった。迎えた準決勝では組4着以内に入れば決勝進出だったが、結果は10秒27（+0.5）とタイムを落として組5着（当時）に終わり、0秒11差で決勝進出を逃した。
2010年に現役を引退した。

## 自己ベスト
記録欄の（　）内の数字は風速（m/s）で、+は追い風を意味する。
| 種目 | 記録          | 年月日                     | 場所           | 備考           |
| 屋外 | 屋外          | 屋外                       | 屋外           | 屋外           |
| ---- | ------------- | -------------------------- | -------------- | -------------- |
| 100m | 10秒03A (0.0) | 2003年5月3日               | メキシコシティ | 高地記録       |
| 100m | 9秒91w (+3.7) | 2002年6月22日              | エドモントン   | 追い風参考記録 |
| 200m | 20秒85 (+1.6) | 2003年7月20日              | ビクトリア     |                |
| 室内 |               |                            |                |                |
| 50m  | 5秒69         | 2002年1月12日 2003年2月9日 | サスカトゥーン |                |
| 60m  | 6秒56         | 2002年12月14日             | モントリオール |                |
| 200m | 21秒39        | 2004年1月24日              | モントリオール |                |

## 主な成績
| 年   | 大会                        | 場所             | 種目    | 結果    | 記録          | 備考           |
| ---- | --------------------------- | ---------------- | ------- | ------- | ------------- | -------------- |
| 2000 | 北中米カリブU25選手権 (en)  | モンテレイ       | 100m    | 2位     | 10秒75 (-2.5) |                |
| 2000 | オリンピック                | シドニー         | 100m    | 1次予選 | 10秒45 (-0.6) |                |
| 2000 | オリンピック                | シドニー         | 4x100mR | 予選    | 39秒26 (4走)  | 準決勝進出     |
| 2001 | 世界室内選手権              | リスボン         | 60m     | 準決勝  | 6秒67         |                |
| 2001 | フランス語圏競技大会 (en)   | オタワ           | 100m    | 4位     | 10秒34 (+0.7) | ケベック州代表 |
| 2001 | 世界選手権                  | エドモントン     | 100m    | 2次予選 | 10秒28        |                |
| 2001 | 世界選手権                  | エドモントン     | 4x100mR | 準決勝  | 39秒16 (1走)  |                |
| 2002 | コモンウェルスゲームズ (en) | マンチェスター   | 100m    | 準決勝  | 10秒29 (+0.2) |                |
| 2002 | コモンウェルスゲームズ (en) | マンチェスター   | 4x100mR | 予選    | 39秒51 (1走)  | 決勝進出       |
| 2003 | 世界室内選手権              | バーミンガム     | 60m     | 準決勝  | 6秒67         |                |
| 2003 | 世界選手権                  | パリ・サン＝ドニ | 100m    | 準決勝  | 10秒27 (+0.5) |                |
| 2004 | 世界室内選手権              | ブダペスト       | 60m     | 準決勝  | 7秒23         |                |
| 2004 | オリンピック                | アテネ           | 100m    | 2次予選 | 10秒28 (0.0)  |                |
| 2004 | オリンピック                | アテネ           | 4x100mR | 予選    | 38秒64 (1走)  |                |
| 2005 | 世界選手権                  | ヘルシンキ       | 100m    | 2次予選 | 10秒48 (+0.7) |                |
| 2005 | 世界選手権                  | ヘルシンキ       | 4x100mR | 予選    | 38秒67 (4走)  |                |
| 2009 | フランス語圏競技大会 (en)   | ベイルート       | 100m    | 5位     | 10秒32 (+4.6) | ケベック州代表 |